# Kostel svatého Jiljí (Ruda)
Kostel svatého Jiljí se nachází v centru obce Ruda. Kostel je farním kostelem římskokatolické farnosti Ruda. Jde o stavbu v obyčejném slohu s klenutým presbytářem z konce 18. století, původní kostel se stejným zasvěcením stál na místě budovy školy a v roce 1784 byl zbořen.

## Historie
První zmínky o knězi ve farnosti Ruda pochází z roku 1398. Kostel stojí na novém místě, dřívější kostel také zasvěcený svatému Jiljí stál na místě, kde byla po jeho zboření v roce 1784 postavena budova školy, nový kostel pak byl postaven mezi lety 1792 a 1795, kdy základní kámen byl položen 25. května 1792 a byl ten samý den požehnán knězem z Velkého Meziříčí Josefem Karlem Pahnostem. Kostel pak byl vysvěcen 4. září 1795, světitelem byl stejný kněz. Kostel v tu dobu měl věž, na kterou byly pověšeny tři zvony. Dva z nich pak byly během druhé světové války rekvírovány, stalo se to 26. března 1942, jeden ze zvonů byl roztaven a posloužil německé armádě, druhý se našel v roce 1945 ve vojenských skladech. Nové zvony byly pořízeny v roce 1970, vysvěceny pak byly 4. října téhož roku. Od roku 1970 pak na kostelní věži visí 4 zvony, dva původní a dva nové. V roce 2006 farnost získala za roztavený zvon finanční náhradu.
Největší zvon pochází z roku 1709 a je zasvěcen svatému Václavovi, původně se nacházel v kostele svatého Václava v Tasově, nejstarší zvon svatého Jiljí je z roku 1516. Nové zvony z roku 1970 jsou zasvěceny Panně Marii resp. svatému Josefovi. V kostele je oltář s oltářním obrazem svatého Jiljí od Josefa Škody, dřevořezba Poslední večeře Páně na oltáři je od Heřmana Kotrby z Brna, vitráže v kostele byly vytvořeny mezi lety 1929 a 1967.